# Amor Maior (2.ª temporada)
A segunda e última temporada de Amor Maior foi produzida pela SP Televisão e emitida pela SIC, de 29 de março a 30 de setembro de 2017. A telenovela foi escrita por Inês Gomes.
Foi protagonizada por Sara Matos, José Fidalgo, Inês Castel-Branco e José Mata. As gravações decorreram em São Tomé e Príncipe e Lisboa.

## Sinopse

### 1.ª Fase
Quando Manel tira a máscara de Afonso, Clara fica em choque e Manel fica desconcertado. Lobo foge dali enquanto Manel pede ajuda a Francisca. Esta examina o enteado e informa Manel e Clara de que têm de o levar imediatamente para o hospital, ou não sobreviverá. Manel pega nele e leva-o para o carro.
Francisca informa Pilar (Maria João Luís) do que aconteceu. Esta fica preocupada ao saber que o sobrinho levou um tiro.
Manel e Clara chegam com Afonso ao hospital e este é levado, de imediato, para o bloco operatório. Manel tenta desculpar-se mas Clara só pensa no irmão.
Pilar chega ao hospital e abraça Clara. Ainda não sabem nada de Afonso. Pilar sente-se responsável pelo fato de o sobrinho ter chegado aquele ponto de revolta. Manel aproxima-se e sente muita culpa mas ainda assim quer combinar o depoimento com Clara para evitar que Afonso seja acusado de tentativa de homicídio.
Depois de quase ter morrido na operação, Afonso fica em coma induzido.
Francisca regressa a Lisboa e conta a Teresa que houve um acidente na quinta e que Afonso foi baleado. Teresa (Lia Gama) e Daniela (Beatriz Frazão) ficam muito agitadas. Daniela perde as estribeiras e explode, acusando Francisca se ter faltado ao que prometeu, de não fazer mal a nenhum dos seus irmãos. Teresa estranha o comportamento e defende a neta das manipulações da filha.
Manel desabafa com Pilar que atirou em Afonso pensando que se tratava de Lobo, admitindo o seu desejo de vingança. Pilar teme que Afonso seja preso depois de recuperar. Jorge aparece e não traz boas notícias, o estado de Afonso é crítico pois perdeu muito sangue.
Manel presta o seu depoimento a uma agente da PSP. Não revela que Clara estava presente nem que Afonso estava armado. Alega que pensou que se tratava de Telmo (João Baptista) e que atirou para defender uma civil indefesa. Depois da agente ir embora, Manel desabafa com Pilar que detestou ter de mentir mas fê-lo por Afonso.
Marta (Catarina Rebelo) chega ao hospital com Vicente e tenta perceber o que aconteceu realmente. Clara não revela a verdade. A cirurgiã que operou Afonso dirige-se à família e transmite, consternada, que Afonso está vivo mas em coma induzido para não sentir dores. Clara e Marta entram no quarto onde Afonso está ligado às máquinas e choram abraçadas ao ver o irmão naquela situação. Clara conta, finalmente, a Marta que foi Manel quem atingiu o irmão.
Lobo vai ao hospital saber qual o estado de Afonso e Clara reage muito mal à sua presença ali. No entanto, desaba a chorar nos braços do bandido, sem força para resistir mais.
Pilar recebe Gonçalo (João Reis) em sua casa e conversa com o amigo sobre o estado de saúde Afonso. Vicente (Rogério Samora) aparece também e fica desagradado ao ver Gonçalo novamente, em casa da sua ex-mulher. Este vem pedir explicações a Pilar sobre ter-lhe escondido que Francisca está por detrás da morte de Laura e pressiona-a a passar-lhe uma procuração com as ações de Marta.
Ao visitar Afonso no hospital,. Lobo cruza-se com Manel que o acusa de ser o responsável por aquela situação. Apesar de tudo, Lobo não assume nada.
Clara entra disparada em casa de Francisca e ordena-lhe que fique calada em relação Afonso. Apesar das suas ameaças, Clara garante que fará justiça com as próprias mãos se acontecer alguma coisa a Afonso.
Em casa de Francisca, esta agradece a Manel por lhe ter salvo a vida. Manel, por sua vez, impõe que esta não faça nada contra Afonso sob ameaça de reabrir a investigação pela morte de Laura.
Ao ver Francisca chegar à PJ para depor, Luísa (Iris Cayatte) manda Manel sair da sua sala. Apreensivo, Manel observa Francisca e Luísa ao longe. Francisca mantém a história que Manel contou e recusa-se a apresentar queixa contra o sobrinho. Luísa estranha esta dizer que foi tudo resultado de uma brincadeira de mau gosto e Manel fica aliviado ao saber que esta colaborou a sua mentira.
Clara fica furiosa ao saber que Manel negociou com Francisca não reabrir a investigação da morte de Laura. Sente-se traída por Manel e frustrada por não poder vingar a morte da mãe.
Helena confronta Gonçalo e pede-lhe mais algum tempo para conseguir contar a verdade a Manel sobre a sua paternidade e este diz que não esperará muito tempo.
Pilar conta a verdade sobre Francisca a Teresa, que foi a Francisca que mandou matar Laura para conseguir tudo o que era da meia-irmã, que foi a Francisca que empurrou o Eduardo, o Eduardo e Francisca serem amantes antes da Laura morrer e a Francisca ter matado a cadela Zuzu da Daniela. Isto deixa Teresa em choque e ela vira-se contra a filha por todo o mal que fez à família e arrepende-se do que fez porque se tivesse realizado quem Francisca era realmente, a Laura ainda estaria viva mas Clara promete que Francisca irá pagar pelo que fez.
Francisca deixa Daniela visitar Afonso ao hospital e a vilã quando fica a sós com Afonso, ameaça-o e ele começa a ter convulsões e Daniela quando regressa fica preocupada com o irmão. Francisca, sem outra escolha, salva o seu enteado.
Dias depois, Afonso acorda do coma mas não se lembra do que lhe aconteceu. Quando chega a casa, finalmente se lembra o que aconteceu na quinta mas ainda é incapaz de se lembrar quem lhe deu um tiro. Manel aparece e conta a Afonso que lhe deu um tiro.
Descobre-se que Gonçalo é um homem chamado O Curador, um traficante de arte e curador de museus, ele simulou um rapto em que raptou o próprio filho Manel e a si próprio para escapar a suspeitas.
Francisca começa a ameaçar Clara e Afonso que se a Marta não voltar para casa, ela irá desaparecer com Daniela. Não querendo perder a irmã, Marta, ainda em contraste, volta para casa de Francisca e promte a Daniela que não voltará a deixá-la sozinha.
Marta ainda quer saber o que Afonso ia fazer a Francisca na quinta e Afonso conta-lhe que Francisca mandou matar a Laura. Marta volta para casa de Francisca, encontra uma fotografia da mãe e chora de saudades. Quando Francisca aparece, Marta afasta-a de si e confronta a madrasta sobre ter encomendado a morte de Laura e grita-lhe que ela é que devia estar morta. Irritada, Francisca dá um estalo a Marta, agarra num pedaço de vidro e corta-lhe o pulso. Ameaça a jovem em fazê-lo outra vez se ela contar a verdade.
Francisca pede a Helena para deixar o bebé Carlos com Manel e Helena aceita vigiar o neto. Quando vai buscar o biberão, o bebé desaparece e Helena fica preocupada que liga a Manel. Manel sabe que o filho desapareceu e acha que pode ter sido obra do Curador e do seus lacaios. Ele recebe uma pista em que o filho dele foi conhecer o avô: Carlos Paiva. Manel vai ao cemitério e encontra o filho à beira da campa de Carlos.
Sem perdoar o horror que a irmã fez à família, Vicente espanca Francisca e tenta matá-la e só Teresa os consegue separar. Francisca despede o seu guarda-costas e Teresa recusa testemunhar contra Vicente. Agora Vicente tem de pagar pela agressão.
Francisca pede a Daniela para distrair Teresa e a vilã, com uma gaze embebida em clorofórmio, tapa o nariz e a boca da mãe e Teresa perde os sentidos. Daniela fica em pânico. Francisca quer convencer toda a gente que Teresa teve um AVC mas Clara, Afonso e Marta suspeitam que Francisca tenha feito algo à avó. Clara tenta salvar Teresa mas é impedida por Francisca e os guardas do lar de idosos.
Gonçalo depois é apanhado e preso pela PJ. Na prisão, Garcia finge estar do seu lado e esfaqueia-o até à morte para vingar-se do que ele fez ao Lobo.

### 2.ª Fase
Em São Tomé, Laura está viva. Está acorrentada pelo tornozelo e Augusto tem-na como sua refém.
No ginásio, Francisca e Cruz conversam discretamente. Este conta-lhe que Lobo e Clara agora são unha com carne. Tomané não gosta de ver Cruz ali e ameaça-o.
Na PJ, Manel vê o vídeo do assalto no computador mas apressa-se a desligar quando Sebastião chega. Sem revelar nada, admite que a pior coisa que fez na vida foi ter-se envolvido com Francisca.
Laura entra cabisbaixa numa cabana, puxada por Augusto. Ela pede-lhe para a libertar das correntes pois não pretende fugir mas Augusto não a solta.
Ao sair do elevador, Francisca é interceptada por Lobo que a avisa para não se meter com Clara e com a sua família. Avisa-a que se for preciso, ele mesmo acaba com ela. Francisca disfarça o medo que sente.
Gisela grava um vídeo sobre como identificar um gay. Ao ouvir a sobrinha, Dolores confessa que  preferia que Nelson fosse gay do que vê-lo com Esmeralda. Cátia conta a Gisela que tem o período atrasado.
Raul fala com um cliente sobre promover a cerveja “Dolorosa” em troca de produto. Miranda pede-lhe que vá com calma e que não tome decisões sozinho pois ainda ninguém confia nele. Quando Raul fala em darem um irmão a Cátia, Miranda recusa.
Dolores comenta com Armando que Helena é uma oferecida por namorar com Vicente. Nelson prepara-se para sair, arranjado e perfumado. Avisa os pais que vai ter com Esmeralda e não sabe se dorme em casa.
Quim partilha com a família que está novamente com Gisela. Pede a aprovação dos irmãos e  Manel afirma que se gostam um do outro, é preciso perdoar. Alex discorda e põe em causa o que Manel diz. Conta a todos que viu Francisca mexer nas gavetas lá de casa, o que deixa Manel desconfortável. Helena aproveita o momento para contar aos filhos e a Amália que tem um relacionamento com Vicente.
Pilar fica atrapalhada quando Marta pergunta se já estão livres de Francisca. Bárbara conta a Mafalda que viu Miguel e Simone juntos e está ressentida. Falam de Sebastião e Bárbara acha errado a irmã não estar com o homem que ama.
Laura consegue fugir de Augusto com a ajuda de Edite, depois reencontra-se com Clara e volta para Portugal, mas Augusto vai atrás dela.

#### Final
Francisca rapta Clara e decide matá-la e sem ela ver, Daniela entra na carrinha e manda uma mensagem a Lobo a pedir socorro. Lobo telefona a Manel e diz-lhe que Clara e Daniela estão em perigo. Depois de localizar o telemóvel de Daniela, Manel vai até ao sítio onde Francisca leva as duas. Francisca chega a uma falésia e descobre que Daniela veio, ela obriga Clara a saltar da falésia e não o fizesse matava Daniela. Entretanto Lobo e Manel chegam ao local e salvam as duas, Lobo acaba por atirar Francisca pela falésia e ela é levada para o hospital. Francisca sobrevive à queda mas fica tetraplégica e é levada para Santo Tirso por Noémia e Severino, onde acaba os seus dias lá. Lobo decide começar uma vida nova e viajar com o seu filho Guilherme por uns tempos, Clara agradece-lhe por tudo o que fez por ela e Lobo diz-lhe que deseja que ela seja feliz. No final, Manel e Clara acabam juntos e decidem amar para sempre.

## Elenco
| Ator/Atriz             | Personagem                     | Fase           | Fase            |
| Ator/Atriz             | Personagem                     | 1              | 2               |
| ---------------------- | ------------------------------ | -------------- | --------------- |
| Sara Matos             | Clara Resende Borges           | Protagonista   | Protagonista    |
| José Fidalgo           | Manel Paiva                    | Protagonista   | Protagonista    |
| Inês Castel-Branco     | Francisca Alves Borges         | Antagonista    | Antagonista     |
| José Mata              | Paulo «Lobo» Costa             | Protagonista   | Protagonista    |
| João Reis              | Gonçalo Nascimento «Curador»   | Co-Antagonista | Ausente         |
| Ana Padrão             | Laura Resende                  | Ausente        | Co-Protagonista |
| Maria João Luís        | Pilar Tavares                  | Regular        | Regular         |
| Rogério Samora         | Vicente Resende                | Regular        | Participação    |
| João Maneira           | Afonso Resende Borges          | Regular        | Regular         |
| Beatriz Frazão         | Daniela Resende Borges         | Regular        | Regular         |
| Catarina Rebelo        | Marta Resende Borges           | Regular        | Regular         |
| Lia Gama               | Teresa Alves Resende           | Regular        | Regular         |
| Sofia Sá da Bandeira   | Helena Machado Paiva           | Regular        | Regular         |
| Victoria Guerra        | Diana Almeida                  | Regular        | Regular         |
| Miguel Damião          | Jorge Almeida                  | Regular        | Regular         |
| João Jesus             | Gabriel Neto                   | Regular        | Regular         |
| Mariana Norton         | Alice Oliveira                 | Regular        | Regular         |
| João Baptista          | Telmo Santos                   | Regular        | Regular         |
| Rita Loureiro          | Edite Paiva Neto               | Regular        | Regular         |
| Margarida Carpinteiro  | Amália Machado                 | Regular        | Regular         |
| Maria João Abreu       | Dolores Matias                 | Regular        | Regular         |
| José Raposo            | Armando Matias                 | Regular        | Regular         |
| Oceana Basílio         | Miranda Matias Sousa           | Regular        | Regular         |
| Diogo Valsassina       | Nelson Matias                  | Regular        | Regular         |
| Tiago Teotónio Pereira | Ricardo Tavares Resende        | Regular        | Regular         |
| Cleia Almeida          | Bárbara Tavares Resende        | Regular        | Regular         |
| Filipa Areosa          | Mafalda Tavares Resende        | Regular        | Regular         |
| Rúben Gomes            | Sebastião Araújo               | Regular        | Regular         |
| Carolina Carvalho      | Joana Trigo                    | Regular        | Regular         |
| Ana Guiomar            | Maria Preciosa Dias            | Regular        | Regular         |
| Dânia Neto             | Liliana Faria                  | Regular        | Regular         |
| Rui Unas               | António Manuel «Tomané» Cerejo | Regular        | Regular         |
| Marco Mendonça         | Lucas Preguiça                 | Regular        | Regular         |
| Cecília Henriques      | Gisela Torres                  | Regular        | Regular         |
| Hélder Agapito         | Joaquim Paiva                  | Regular        | Regular         |
| Samuel Alves           | Miguel Almeida                 | Regular        | Regular         |
| Miguel Costa           | Alberto Cruz                   | Regular        | Regular         |
| Miguel Frazão          | Rogério «Roger» Mendes         | Regular        | Regular         |
| Júlio César            | Joel Correia                   | Regular        | Regular         |
| Madalena Almeida       | Cátia Sousa                    | Regular        | Regular         |
| Alexandre Jorge        | Alexandre «Alex» Paiva         | Regular        | Regular         |
| Matamba Joaquim        | Timóteo Neto                   | Regular        | Regular         |
| Jorge Corrula          | Raul Sousa                     | Regular        | Regular         |
| Tiago Aldeia           | Henrique                       | Regular        | Regular         |
| Dimitry Bogomolov      | Sílvio Garcia                  | Participação   | Participação    |
| Sílvio Nascimento      | Augusto                        | Ausente        | Participação    |

## Média
| Média | Média    | Episódios exibidos | Rating | Share | Ref.  |
| ----- | -------- | ------------------ | ------ | ----- | ----- |
| 2017  | Março    | 3                  | 13,6%  | 27,9% | ...   |
| 2017  | Abril    | 26                 | 12,6%  | 26,5% | [ 2 ] |
| 2017  | Maio     | 29                 | 12,1%  | 25,8% | [ 3 ] |
| 2017  | Junho    | 25                 | 12,5%  | 26,9% | [ 4 ] |
| 2017  | Julho    | 26                 | 13,3%  | 28,3% | [ 5 ] |
| 2017  | Agosto   | 27                 | 13,0%  | 28,3% | [ 5 ] |
| 2017  | Setembro | 27                 | 13,5%  | 27,7% | [ 6 ] |
| Total | Total    | 163                | 12,9%  | 27,3% |       |